# Hinke Schreuders
Hinke Schreuders (Groningen, 1 december 1969) is een Nederlands beeldend kunstenaar, van wie het werk voornamelijk bestaat uit geborduurde werken op klein formaat.

## Loopbaan
Schreuders studeerde van 1989 tot 2005 aan de AKI ArtEZ Academie voor Art & Design (het latere Artez) in Enschede. Ze ontving bij haar afstuderen, met ruimtelijk werk, een aanmoedigingsprijs van het Prins Bernhard Cultuurfonds. Sinds 2002 maakt ze bijna uitsluitend werken met naald en draad, zowel op stof als op papier.
Thema's die ze in haar werk onderzoekt, zijn het (zelf)beeld en de rolpatronen van de vrouw. Hinke Schreuders laat zich daarbij inspireren door sprookjes als Roodkapje en de roman Histoire d'O (Pauline Réage, 1954) waaruit ze teksten gebruikt. Een omvangrijke en bekende serie in haar werk zijn de Works on paper, waarin ze borduurt op bladzijdes uit damesbladen uit de jaren '50 en '60. Meer recent speelt ook het landschap een rol in haar werk, parallel lopend aan de ontwikkeling van de meer abstracte component in het oeuvre. In deze werken ontbreekt de borduurtechniek, maar dit blijft toch het medium waarop het hele oeuvre van Hinke Schreuders drijft. In het magazine The Hedgehog Review zei ze hierover in november 2015: “Met naald en draad lijk ik het perfecte medium te hebben gevonden om mezelf uit te drukken. Los van de historische context van borduren en de vrouwelijke connotaties, hou ik van de traagheid en bewerkelijkheid ervan. Ik ben gedwongen om elke stap te overdenken, aangezien elk project veel tijd kost. Dit zorgt voor een evenwichtig en gecontroleerd werkproces. Een proces dat ik niet kon vinden in schilderen of tekenen.”  
Haar werk wordt regelmatig tentoongesteld in galeries en musea, waaronder Audex Textielmuseum en het Noordbrabants Museum, en bevindt zich in kunstcollecties als de AKZONobel Art Foundation, de Erasmus Universiteit en het Ministerie van Buitenlandse Zaken. In 2023 werd er onder de titel She dressed slowly een boek gepubliceerd met een overzicht van haar werken van 2003 tot 2023.